# Чисуэльские острова
Чисуэльские острова — группа скалистых необитаемых островов, в районе боро Кенай штата Аляске, США. Русское название островов было идентично местному — Острова Аяйалики. Острова расположены в 35 милях к югу от Сьюарда, являются частью Аляскинского морского национального заповедника и крупным местом гнездовий различных видов птиц. Район, в котором расположены острова, является сейсмически активным, что сказалось на рельефе местности. Острова поднимаются из воды, обнажая высокие отвесные скалы. Такой рельеф обусловил видовое многообразие островов.
Каждый год огромное множество птиц различных видов гнездится на островах. В их числе такие представители фауны как: ипатка, моевка обыкновенная (которые гнездятся на узких каменных карнизах), топорок и некоторые виды чистиковых, такие как алеутский пыжик и малая конюга. Расположено небольшое лежбище сивучей, находящихся под угрозой вымирания.